# 身分之謎
《身分之謎》是柯南·道爾所著的福爾摩斯探案的56個短篇故事之一，收錄於《福爾摩斯辦案記》。

## 故事簡介
瑪麗·蘇瑟蘭小姐向福爾摩斯求助，指自己的未婚夫突然失蹤。蘇瑟蘭小姐與繼父親及母親同住，過世的父親留了一筆可觀的金錢予蘇瑟蘭小姐，令她生活無憂。一日她認識了一位紳士霍斯默·安格爾，到了談婚論嫁的階段，該名紳士安格爾先生突然失蹤。福爾摩斯從這位安格爾先生的簽名得知是打字機打的，而且戴有反光的太陽眼鏡，並認為這位紳士其實只是一個偽裝的人物，實則上是繼父為了保管蘇瑟蘭小姐父親的遺產，虛構一位紳士逃婚，令蘇瑟蘭小姐不再結婚。